# Mileta Rajović
Mileta Rajović (født 17. juli 1999) er en dansk professionel fodboldspiller, som spiller for den polske klub Legia Warszawa.

## Klubkarriere

### Tidlige karriere
Efter at have spillet for Brøndby, AB og Randers på ungdomsniveau, skiftede Rajović i september 2018 til B.93, hvor han gjorde sin førsteholdsdebut. Han skiftede i januar 2019 til HB Køge, og spillede en halv sæson i klubben, før han forlod ved kontraktudløb i sommeren 2019.
Rajović skiftede i juli 2019 til FC Roskilde.

### Næstved Boldklub
Rajović skiftede i januar 2021 til Næstved Boldklub. Han imponerede stort i 2021-22 sæsonen, da han scorede 18 sæsonmål, som var med til at sikre, at Næstved rykkede op i 1. divisionen. Han blev kåret som årets profil i sæsonen.

### Kalmar FF
Rajović skiftede i december 2022 til svenske Kalmar FF i en aftale som gjorde ham til Næstveds dyreste salg nogensinde. Han havde en fantastisk start på sin tid hos Kalmar, da han scorede 12 mål i sine første 15 kampe for klubben.

### Watford
Rajović skiftede i august 2023 til Watford.

Brøndby
Rajović er lånt ud til Brøndby IF i 2024/25 Sæsonen.